# Bill Rawlings
William Ernest Rawlings (Andover, 3 gennaio 1896 – Chandler’s Ford, 25 settembre 1972) è stato un calciatore inglese, di ruolo attaccante.
Con 193 reti tra campionato e coppa è il terzo miglior marcatore della storia del Southampton.

## Carriera

### Club
Facente parte del Southampton fondatore della Third Division, è stato capocannoniere del campionato numerose volte (1921-22, 1922-23, 1923-24) vincendo anche uno scudetto di divisione nel '22.
Nelle stagioni 1920-21, 1924-25, 1925-26, 1926-27 e 1927-28 è stato capocanniere della squadra (ma non del campionato).
In quest'ultima stagione (presumibilmente a metà campionato) lascia i Saints per accasarsi al Manchester United, militante in First Division; la prima stagione fu particolarmente felice, con un gol al debutto all'Old Trafford in una vittoria per 1-0 sull'Everton, seguito da una tripletta contro il Burnley che fissa il risultato finale sul 4-3. 10 gol quindi per lui in questa prima, 6 nella seconda e 3 nella terza (quest'ultimi tutti nella stessa partita, in un 3-2 contro il Middlesbrough)
Nel novembre del 1929 viene acquistato dal Port Vale, dove segna, nuovamente, al debutto contro l'Accrington Stanley, ma dopo altre 5 partite viene fermato da un infortunio alla caviglia, e la sua squadra vince il campionato di Third Division North senza di lui.
Dopo delle stagioni con squadre minori, nel 1933 si ritira dal calcio giocato, dopo aver segnato quasi 200 gol in una carriera passata sia negli alti della prima divisione che nei "bassi" della terza.

### Nazionale
Ha collezionato due presenze con la maglia della nazionale inglese, nonostante al tempo giocasse nel campionato di terza divisione; avvenimento molto raro ma non unico, tale che anche giocatori militanti nella "non-league" hanno indossato la casacca dei tre leoni, anche se in tempi ovviamente molto lontani.

## Palmarès

### Club

#### Competizioni nazionali
- Third Division South: 1

Southampton: 1921-1922